# Rusłan Zacharow
Rusłan Albiertowicz Zacharow, ros. Руслан Альбертович Захаров (ur. 24 marca 1987 w Gorkim) – rosyjski łyżwiarz szybki startujący na długim i krótkim torze, mistrz olimpijski, multimedalista mistrzostw Europy. Trzeci zawodnik Pucharu Świata 2018/2019 w klasyfikacji biegów masowych.
Dwukrotnie uczestniczył w zimowych igrzyskach olimpijskich. Na igrzyskach w Vancouver zajął 27. miejsce w biegu na 500 m, 29. na dystansie 1000 m oraz 31. na 1500 m. Na igrzyskach w Soczi został mistrzem olimpijskim w sztafecie mężczyzn (wraz z nim wystąpili Wiktor Ahn, Władimir Grigorjew i Siemion Jelistratow). Rosjanie w biegu finałowym wynikiem 6:42,100 poprawili rekord olimpijski. 
Dziewięciokrotnie stanął na podium mistrzostw Europy w short tracku. Pierwszy medal zdobył w 2009 roku w Turynie, kiedy został mistrzem Europy w sztafecie. W 2011 roku w Heerenveen zdobył pięć medali – złoty w biegu na 3000 m, srebrne w sztafecie i na 1500 m oraz brązowe w wieloboju i biegu na 1000 m. W kolejnych mistrzostwach zdobył jeszcze trzy medale w biegach sztafetowych – w 2012 roku w miejscowości Mladá Boleslav był to medal srebrny, a w 2013 roku w Malmö i w 2015 roku w Dordrechcie medale złote.
Startuje również w zawodach łyżwiarskich na torze długim. W 2018 roku w Kołomnej zdobył brązowy medal w biegu masowym podczas mistrzostw Europy w łyżwiarstwie szybkim na dystansach. W sezonie 2017/2018 zajął 23. miejsce w klasyfikacji biegu masowego mężczyzn w Pucharze Świata w łyżwiarstwie szybkim. W sezonie 2018/2019 w klasyfikacji tej uplasował się na trzecim miejscu. Ponadto był 17. na długich dystansach, 36. w biegach na 500 m i 64. na 1000 m.
W 2018 roku zdobył srebrny medal w biegu na 10 000 m oraz brązowy na 500 m podczas mistrzostw Rosji w łyżwiarstwie szybkim.